# Астон Браун
А́стон Бра́ун (англ. Aston Brown, нар. 1991, Глазго, Шотландія) — шотландський боксер-аматор, учасник Чемпіонатів Європи з боксу 2011 і 2013 років та Чемпіонату світу 2013 року. Дворазовий чемпіон Шотландії з боксу (2011, 2013).

## Життєпис
Астон Браун народився у Глазго.
У 2010 році брав участь у Іграх Співдружності, де поступився у чвертьфіналі англійцю Каллуму Сміту. У 2011 році здобув титул чемпіона Шотландії у ваговій категорії до 69 кг та вибув на першій же стадії Чемпіонату Європи з боксу в Анкарі, поступившись німцю вірменського походження Араїку Муратяну.
Починаючи з сезону 2012/13 бере участь у змаганнях Світової серії боксу (WSB) у складі клубу «Британські левові серця» (англ. British Lionhearts).
Багатим на події для Астона Брауна видався 2013 рік. Окрім перемоги на чемпіонаті Шотландії, у червні він взяв участь у Чемпіонаті Європи 2013, що відбувся в Мінську, а у жовтні спробував свої сили на світовій першості в Алмати. За підсумками обох турнірів йому вдалося дійти до 1/8 фіналу, здолавши на своєму шляху по одному супернику.

## Цікаві факти
23 січня 2015 року на поєдинок Світової серії боксу (WSB) у Києві проти Олександра Хижняка Астон Браун вийшов у футболці з синьо-жовтим тризубом, чим викликав оплески та схвальні вигуки залу. Незважаючи на це, Браун поступився українському спортсмену в другому раунді технічним нокаутом.